# Лисовик, Александр Григорьевич
Александр Григорьевич Лисовик (укр. Олександр Григорович Лісовик, настоящая фамилия — Гнида (укр. Гнида); 10 (22) декабря 1897, Горбы, Харьковская губерния, ныне Глобинский район, Полтавская область — 24 октября 1937, Киев) — украинский и советский революционный и политический деятель.

## Биография
Окончил Полтавскую ремесленную школу (1916), получил специальность токаря-металлиста. Во время обучения стал членом нелегальной революционно-социалистической организации «Юнацька спілка».
В 1917 году примкнул к так называемым левобережцам. С июня 1918 года член Украинской партии социалистов-революционеров (боротьбистов), её функционер. Участник антигетманского подполья и антигетманского восстания 1918 года в Полтаве. В начале 1919 года политический эмиссар боротьбистов на Подолье.
При советской власти в 1919 году заведующий Полтавского губернского отдела народного образования. В 1919—1920 годах был политэмиссаром ЦК Украинской коммунистической партии (боротьбистов) в повстанческой бригаде, совершившей рейд по тылам деникинцев от города Сквира до Полтавы и Екатеринослава. В ноябре 1919 года от имени ЦК Украинской коммунистической партии (боротьбистов) вёл в Екатеринославе переговоры с Н. Махно о совместных действиях против войск генерал-лейтенанта А. Деникина и о создании Украинской Красной армии. В 1920 году член Екатеринославского губернского революционного комитета.
В 1920—1930-х годах на руководящей советской работе. В 1925—1927 годах председатель Исполнительного комитета Артёмовского окружного Совета. В феврале — октябре 1932 года председатель Исполнительного комитета Винницкого областного Совета. С 16 ноября 1932 по 29 октября 1933 года заместитель народного комиссара земледелия Украинской ССР. С 29 октября 1933 года
заместитель уполномоченного, в 1935 году — уполномоченный Народного комиссариата зерновых и животноводческих совхозов СССР по Украинской ССР. В 1936—1937 годах первый заместитель наркома пищевой промышленности УССР. Член Всеукраинского ЦИК многих созывов, его президиума и ЦИК СССР.
С началом в СССР кампании тотальных репрессий 2 июля 1937 года арестован как участник «антисоветской террористической националистической организации». Казнён в Киеве 24 октября 1937 года.

## Сочинения
- Лисовик А., Огий Я., Матяш К. Красный рейд (Из истории красной партизанщины) // Летопись революции. — 1926. — № 1 (16).